# 涅特里烏斯河
涅特里烏斯河（烏克蘭語：Нетриус），是烏克蘭的河流，位於該國東部，屬於北頓涅茨河的左支流，流經哈爾科夫州和頓涅茨克州，河道全長31公里，流域面積241平方公里。